# Adolf Noreen
Adolf Gotthard Noreen (13. března 1854 Östra Ämterviks socken – 13. června 1925 Uppsala) byl švédský jazykovědec. Pocházel z värmlandského venkova a zaměřil se na studium tamních dialektů. Věnoval se také historické lingvistice se specializací na skandinávské jazyky. 
Vystudoval Uppsalskou univerzitu, kde v roce 1877 získal doktorát a začal vyučovat. Byl oceněn za studii o nářečí oblasti Fryksdalen, která byla první švédskou odbornou prací tohoto typu. V roce 1887 se stal v Uppsale řádným profesorem. Přispíval do časopisu Arkiv för nordisk filologi, zabýval se také původem místních jmen ve Švédsku. Publikoval jazykový rozbor textu Västgötalagen a vypracoval gramatiku staré severštiny. Při pobytu na Lipské univerzitě ho silně ovlivnila mladogramatická škola a její důraz na posouvání hlásek. Byl jedním z autorů reformy švédského pravopisu přijaté v roce 1906. Spolu s Johanem Lundellem založil v Uppsale střední školu Skrapan, která umožňovala nadaným studentům spolupráci s univerzitou. Jeho hlavním dílem je nedokončený spis Vårt språk (Naše řeč) o rozsahu přes tři tisíce stran.
V roce 1917 byl přijat do Královské švédské akademie věd a v roce 1919 získal po histologovi Gustafu Retziovi dvanácté křeslo ve Švédské akademii, téhož roku odešel z univerzity. Zemřel v roce 1925 a je pochován na Starém hřbitově v Uppsale. Jazykovědě se věnoval i jeho syn Erik Noreen. Na uppsalské univerzitě byla v roce 1985 založena Společnost Adolfa Noreena.